# Virgilkopf
Le Virgilkopf est une montagne qui s’élève à 3 036 m d’altitude dans les Hohe Tauern, à la frontière entre l'Autriche et l'Italie.